# 오우라촌 (아오모리현)
오우라촌(大浦村)은 아오모리현 나카쓰가루군에 설치되었던 촌이다. 현재의 히로사키시에 해당한다.

## 연혁
- 1889년 4월 1일 - 정촌제 시행에 의해 나카쓰가루군 가타촌, 구마시마촌, 다카야촌, 요코마치촌, 하치만촌, 하나와촌, 우에다촌과 합병해 오라촌이 성립하였다.
- 1951년 4월 1일 - 다이지하나와를 분리하여 나카쓰가루군 후나자와촌에 편입하였다.
- 1955년 3월 1일 - 나카쓰가루군 이와키촌, 고마고시촌과 합병해 이와키촌을 신설하고 소멸하였다